# Himno de Inglaterra
No existe un himno de Inglaterra propiamente dicho, ya que Inglaterra no tiene un himno nacional oficial. Según la ocasión, se suele utilizar alguna de las tres siguientes composiciones habitualmente propuestas como tal: «God Save the King» («Dios Salve al Rey»), «Land of Hope and Glory» y «Jerusalem».
En una encuesta realizada en 2006 por YouGov, por encargo de Team England con motivo de los Juegos de la Mancomunidad de 2010, de los 1 896 encuestados, el 52 % optó por «Jerusalem», mientras «Land of Hope and Glory» obtuvo el 32 % de los votos y «God Save the Queen», un 12 %.

## «God Save the King»
Aunque tradicionalmente considerado como himno nacional del Reino Unido, esta consideración no tiene ningún fundamento jurídico en el país. Originalmente titulado «God Save The King», fue puesto en escena, como canción patriótica, por primera vez en Londres en 1745, tras la victoria de pretendiente jacobita al trono de Gran Bretaña, Carlos Eduardo Estuardo, sobre el rey Jorge II en la batalla de Prestonpans, cerca de Edimburgo. Tan conocida es la melodía que numerosos compositores, como Beethoven, Haydn and Brahms, la han incorporado a sus composiciones en alguna ocasión.
Este himno es de origen francés. La canción "Grand Dieu sauve le Roi" (en francés antiguo) era la genuina canción de la Realeza Francesa, compuesta por Jean Baptiste Lully en 1685, cuando reinaba Luis XIV, y siguió vigente adaptando la letra al rey de turno, hasta el fin de la monarquía.  https://fotos-historias.blogspot.com/2020/01/la-musica-del-himno-ingles-es-francesa.html
El rey Luis XIV tenía una fístula anal, que le fue operada. Como la curación del rey fue motivo de alegría para todo el pueblo, uno de los mejores músicos de la época, Jean Baptiste Lully, decidió componer un himno exaltando la sanación de Luis XIV bajo el título Grand Dieu sauve le Roi ("Gran Dios salve al Rey"). https://www.bbc.com/mundo/noticias-54099738
Por otra parte, en Canadá, que oficialmente tiene a «O Canada» como himno nacional desde 1980, se toca «God Save the Queen» en aquellos actos presenciados por miembros de la familia real británica, el gobernador general o el teniente gobernador.